# 72
Năm 72 là một năm trong lịch Julius. 